# Campylaspis ledoyeri
Campylaspis ledoyeri är en kräftdjursart som beskrevs av Petrescu och Wittman 2003. Campylaspis ledoyeri ingår i släktet Campylaspis och familjen Nannastacidae. Inga underarter finns listade i Catalogue of Life.